# Sekhemra Wadjkhau
Sekhemra Wadjkhau (Sobekemsaf I) (fl. XVIII secolo a.C.) è stato un sovrano egizio inserito nella XIII dinastia.

## Biografia
Questo sovrano, ignorato dal Canone Reale, è attestato da un certo numero di ritrovamenti archeologici provenienti da Abido, Tebe, Karnak, Tod ed Elefantina.
Il suo nome compare anche nelle miniere della uadi Hammamat e all'inizio della carovaniera che conduceva in Nubia. La presenza di reperti provenienti da un'area così vasta fa ritenere che questo sovrano abbia regnato su tutto l'Egitto (tranne che sul 6º distretto dell'Basso Egitto).
Essendo il suo nome associato a quello di Sebekhotep III, su elementi architettonici provenienti da Nag el-Madamud potrebbe esserne stato il diretto predecessore anche se manca il riscontro del Canone Reale.
Proprio una delle iscrizioni dello uadi Hammamat datata al settimo anno di regno permette di assegnare al questo sovrano almeno appunto 7 anni.
Un sovrano con lo stesso nome è inserito anche nella XVII dinastia e gli elementi che permettono di distinguerli sono estremamente ridotti, principalmente il collegamento con Sebekhotep III.

## Titolatura
| G5 |

| G5 |

|       |
| \| \| |
|       |
|       |

|  |

|       |
| \| \| |
|       |
|       |

|  |

| G16 |

| G16 |

|  |

| G8 |

| G8 |

|  |

| M23 · X1 | L2 · X1 |

| M23 · X1 | L2 · X1 |

| N5 | S42 | M13 | N28 · Z2 |

| N5 | S42 | M13 | N28 · Z2 |

| N5 | S42 | M13 | N28 · Z2 |

| N5 | S42 | M13 | N28 · Z2 |

| N5 | S42 | M13 | N28 · Z2 |

| N5 | S42 | M13 | N28 · Z2 |

| N5 | S42 | M13 | N28 · Z2 |

| N5 | S42 | M13 | N28 · Z2 |

| G39 | N5 |

| G39 | N5 |

| I5 | m | V16 | Z1 · f |

| I5 | m | V16 | Z1 · f |

| I5 | m | V16 | Z1 · f |

| I5 | m | V16 | Z1 · f |

| I5 | m | V16 | Z1 · f |

| I5 | m | V16 | Z1 · f |

| I5 | m | V16 | Z1 · f |

| I5 | m | V16 | Z1 · f |

## Cronologia
| Periodo                    | Dinastia | periodo di regno                 |
| Secondo periodo intermedio | XIII     | intorno al 1740 a.C. (± 50 anni) |

| Dinastia contemporanea | Capitale |
| XIV                    | Xois     |